# ناتل
ناتل روستائیست از توابع بخش مرکزی شهرستان نور در استان مازندران ایران.

## جمعیت
این روستا در دهستان ناتل‌کنار علیا قرار دارد و براساس سرشماری مرکز آمار ایران در سال ۱۳۸۵، جمعیت آن ۷۵ نفر (۲۱خانوار) بوده‌است. مردم ناتل از قومیت طبری هستند که ریشه آن به قوم آمارد و قوم تپوری می‌رسد. مردم ناتل به زبان طبری (مازندرانی) و گویش کجوری سخن میگویند.

## ارگ ناتل
ارگ ناتل قدمت حدود ۲۵۰۰ ساله دارد. ارگ تاریخی ناتل، امام زاده شاهزاده رضا کیا سلطان، بقعه ابو عبدالله ناتلی به عنوان استاد ریاضی ابوعلی سینا از جاذبه تاریخی این روستا است.

## مشاهیر
پرویز ناتل خانلری و همسرش زهرا ناتل خانلری که هر دو دکترای ادبیات و استاد دانشگاه تهران بودند، از افتخارات روستای ناتل هستند.